# Liste des sites Ramsar en Équateur
Cet article recense les zones humides d'Équateur concernées par la convention de Ramsar.

## Statistiques
La convention de Ramsar est entrée en vigueur en Équateur le 7 janvier 1991.
En janvier 2020, le pays compte 19 sites Ramsar, couvrant une superficie de 10 644,83 km2.

## Liste
| Site                                                                 | Province                       | Notes                                                 | Date              | Superficie (km²) | Altitude (m)  | Identifiant Ramsar | Identifiant WDPA | Coordonnées                        | Photo |
| -------------------------------------------------------------------- | ------------------------------ | ----------------------------------------------------- | ----------------- | ---------------- | ------------- | ------------------ | ---------------- | ---------------------------------- | ----- |
| Mangroves Churute (es)                                               | Guayas                         |                                                       | 7 septembre 1990  | 350,42           | 0 - 10        | 502                | 29808            | 2° 28′ 01″ sud, 79° 42′ 00″ ouest  |       |
| Zone martine du parc national Machalilla                             | Manabí                         |                                                       | 7 septembre 1990  | 144,30           | 0             | 503                | 29807            | 1° 00′ sud, 80° 45′ ouest          |       |
| Réserve biologique Limoncocha (es)                                   | Sucumbíos                      |                                                       | 10 juillet 1998   | 46,13            | 230           | 956                | 166741           | 0° 25′ 01″ sud, 76° 34′ 59″ ouest  |       |
| Abras de Mantequilla (es)                                            | Los Ríos                       |                                                       | 14 mars 2000      | 225,00           | 20 - 25       | 1023               | 220040           | 1° 28′ 01″ sud, 79° 45′ 00″ ouest  |       |
| La Segua                                                             | Manabí                         |                                                       | 7 juin 2000       | 18,36            | 9             | 1028               | 900581           | 0° 42′ sud, 80° 12′ ouest          |       |
| Île Santay (es)                                                      | Guayas                         |                                                       | 31 octobre 2000   | 47,05            | 0 - 10        | 1041               | 220063           | 2° 13′ 01″ sud, 79° 51′ 00″ ouest  |       |
| Refuge de vie sauvage de l'île Santa Clara (es)                      | El Oro                         |                                                       | 2 février 2002    | 0,46             | 0             | 1142               | 900687           | 3° 10′ 01″ sud, 80° 25′ 59″ ouest  |       |
| Laguna de Cube (es)                                                  | Esmeraldas                     | Comprise dans la réserve égologique Mache-Chindu (es) | 2 février 2002    | 1,13             |               | 1143               | 900688           | 0° 24′ nord, 79° 39′ ouest         |       |
| Zones humides du sud d'Isabela                                       | Galápagos                      | Comprises dans le parc national des Galápagos         | 17 septembre 2002 | 8,72             | -6 - 2        | 1202               | 900785           | 0° 57′ 00″ sud, 90° 58′ 01″ ouest  |       |
| Parc national Cajas                                                  | Azuay                          |                                                       | 14 août 2002      | 294,77           | 3 160 - 4 445 | 1203               | 900789           | 2° 49′ 59″ sud, 79° 13′ 59″ ouest  |       |
| Réserve écologique de mangroves Cayapas-Mataje                       | Esmeraldas                     |                                                       | 12 juin 2003      | 448,47           | 0 - 35        | 1292               | 900907           | 1° 16′ 01″ nord, 79° 00′ 00″ ouest |       |
| Complexe de zones humides Ñucanchi Turupamba                         | Napo                           | Compris dans le parc national Cayambe-Coca            | 5 juin 2006       | 122,90           | 3 500 - 4 300 | 1625               | 902871           | 0° 16′ 01″ sud, 78° 09′ 00″ ouest  |       |
| Complexe Llanganati                                                  | Tungurahua, Cotopaxi           | Compris dans le parc national Llanganates             | 25 juin 2008      | 303,55           | 2 960 - 4 571 | 1780               | 109021           | 1° 06′ sud, 78° 21′ ouest          |       |
| La Tembladera                                                        | El Oro                         |                                                       | 6 décembre 2011   | 14,71            | 12 - 18       | 1991               | 555543093        | 3° 30′ 14″ sud, 79° 59′ 46″ ouest  |       |
| Réserve écologique El Ángel (es)                                     | Carchi                         |                                                       | 12 juillet 2012   | 170,03           | 3 200 - 4 200 | 2085               | 555558398        | 0° 43′ 52″ nord, 77° 56′ 42″ ouest |       |
| Système lacustres des lagunes del Compadre                           | El Oro, Loja, Zamora-Chinchipe | Compris dans le parc national Podocarpus              | 15 décembre 2012  | 281,15           | 2 800 - 3 800 | 2086               | 555558399        | 4° 12′ 25″ sud, 79° 06′ 11″ ouest  |       |
| Système lacustre Yacuri                                              | Loja, Zamora-Chinchipe         | Compris dans le parc national Yacurí                  | 15 décembre 2012  | 277,62           | 2 800 - 3 800 | 2087               | 555558397        | 4° 38′ 28″ sud, 79° 21′ 11″ ouest  |       |
| Mangroves de l'estuaire intérieur du golfe de Guayaquil « Don Goyo » | Guayas                         |                                                       | 15 décembre 2012  | 153,38           | 0 - 10        | 2098               | 555558396        | 2° 24′ 18″ sud, 79° 55′ 48″ ouest  |       |
| Complexe de zones humides Cuyabeno Lagartococha Yasuní               |                                |                                                       | 24 août 2017      | 7 736,6847       | 180 - 326     | 2332               | 555637343        | 0° 33′ 32″ sud, 75° 46′ 12″ ouest  |       |